# O.Torvald (албум)
O.Torvald е първият албум на украинската музикална група O.Torvald. Албумът е издаден през 2008 г.

## Списък на песни
1. Тіло
2. Телефон
3. Не залишай
4. Ані Лорак
5. Забити
6. Стій
7. Хочу fuck
8. Київ-Лондон
9. Моє-твоє
10. Intro (atmospheric)
11. Мама